# 尹家城遗址
尹家城遗址，位于山东省济宁市泗水县金庄镇尹家城村，是中华人民共和国山东省文物保护单位之一。
2006年12月7日，授予山东省文物保护单位，是一座古遗址。